# Chiến tranh giành độc lập Namibia
Chiến tranh giành độc lập Namibia kéo dài từ năm 1966 đến năm 1990, là cuộc chiến du kích của Tổ chức Nhân dân Tây-Nam Phi (SWAPO) và các lực lượng khác chiến đấu chống lại chính phủ phân biệt chủng tộc ở Nam Phi. Nó gắn liền với cuộc chiến tranh biên giới Nam Phi.
Nam Phi đã nắm quyền cai quản khu vực mà về sau vẫn còn gọi là Tây-Nam Phi kể từ khi chiếm được của Đức trong Thế chiến I rồi sau đó nhận được sự ủy nhiệm từ Hội Quốc Liên trao quyền quản lý vùng lãnh thổ này. Năm 1966 Đại hội đồng Liên Hợp Quốc, tổ chức kế thừa Hội Quốc Liên đã hủy bỏ ủy nhiệm quyền cai trị vùng lãnh thổ Tây-Nam Phi của Nam Phi và tuyên bố rằng nó thuộc quyền quản lý trực tiếp của Liên Hợp Quốc. Nam Phi từ chối công nhận nghị quyết này và tiếp tục quản lý lãnh thổ trên thực tế.
Ngày 22 tháng 8 năm 1966, lực lượng du kích SWAPO đã phát động một cuộc tấn công chống lại Lực lượng Phòng vệ Nam Phi tại Omugulugwombashe. Đây là trận đánh vũ trang đầu tiên trong cuộc đấu tranh giành độc lập ở Namibia. Trong ngày lễ kỷ niệm thì 26 tháng 8 là ngày nghỉ lễ ở Namibia. Liên Hợp Quốc đã công nhận ngày này như là Ngày Namibia nhưng người Namibia thường gọi đó là Ngày Anh hùng.
Chiến tranh đã kết thúc với Hiệp định New York ký vào ngày 22 tháng 12 năm 1988, trong đó cũng đã chấm dứt sự dính líu trực tiếp của quân đội nước ngoài trong cuộc Nội chiến Angola. Độc lập đến với Namibia vào ngày 21 tháng 3 năm 1990 qua cuộc bầu cử chứng kiến cảnh SWAPO giành chiến thắng 55 trong số 72 ghế trong Quốc hội Namibia, cho phép họ thành lập chính phủ quốc gia của riêng mình.